# Counting Crows
Counting Crows ist eine 1991 in San Francisco gegründete Rockband, die vor allem nach dem Erscheinen ihres Debütalbums August and Everything After mit dem Hit Mr. Jones 1994 große Popularität erlangte. Ihr Musikstil wird oft als melancholischer Folk-Rock bezeichnet.

## Herkunft des Namens
Der Bandname Counting Crows stammt von einem englischen Abzählreim, der in dem Song A Murder Of One auf dem Album August and Everything After gesungen wird:
Well I dreamt I saw you walking up a hillside in the snow

Casting shadows on the winter sky as you sat there, counting crows

One for sorrow, two for joy

Three for girls and four for boys

Five for silver, six for gold

Seven for a secret never to be told.

Eight for a wish, nine for a kiss.

Ten for a bird, you must not miss.
Dabei wird counting crows („Krähen zählen“) als eine besonders unnütze Beschäftigung dargestellt. Sänger Adam Duritz sagte hierzu, Namen seien austauschbar und wertlos.

## Geschichte

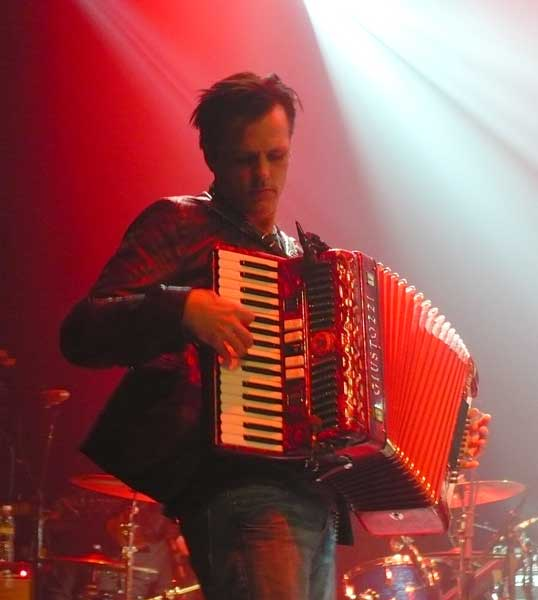
Charles Gillingham (2007)

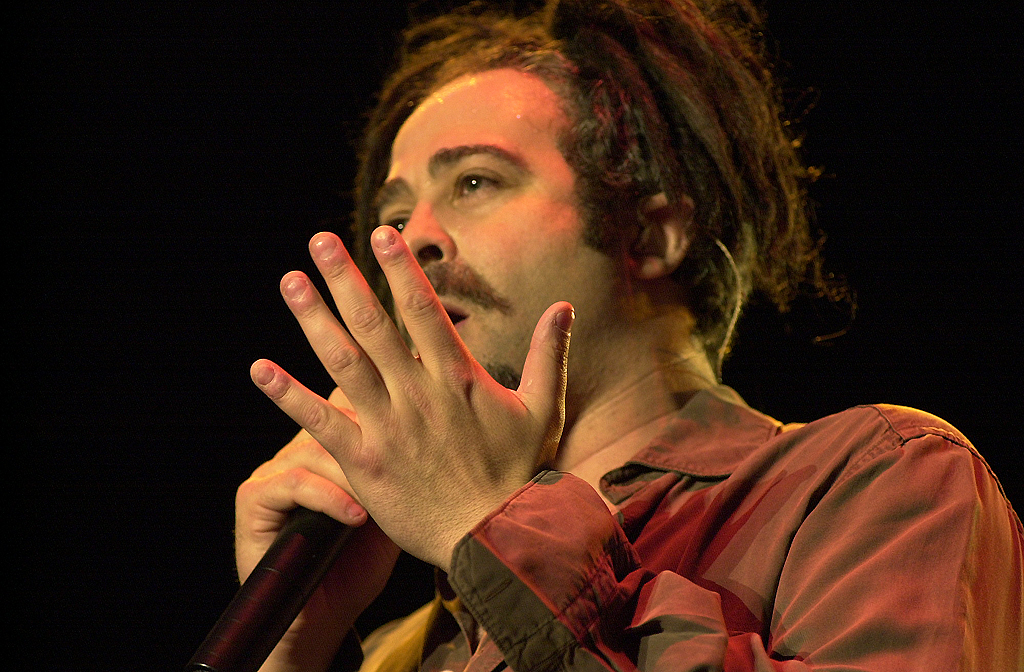
Sänger Adam Duritz

Sänger Adam Duritz (* 1. August 1964) und Gitarrist David Bryson (* 5. Oktober 1961) lernten sich über den in San Francisco sehr bekannten Musiker David Immerglück kennen. Im August 1991 nahmen sie zusammen mit Matt Malley (* 4. Juli 1963, Bass), Charles Gillingham (* 12. Januar 1960, Keyboards) und Steve Bowman (* 14. Januar 1967, Drums) ein Demotape auf, das heute unter dem Namen Flying Demos bekannt ist.
Nach weiteren Auftritten in San Francisco lagen diverse Angebote von Plattenfirmen vor, von denen Geffen Records unter der Auflage der Band, die Aufnahmen zu August and Everything After ohne Zeitdruck in einem dafür angemieteten Haus zu erstellen, den Zuschlag erhielt. Das Album erschien am 14. September 1993 und erreichte bis 1996 siebenfachen Platin-Status. Der Rolling Stone nannte August and Everything After „eines der besten Rockalben 1993“.
Kurz nach Erscheinen des Debütalbums trat Gitarrist Dan Vickrey (* 26. August 1966) in die Band ein. Nach einer ausgedehnten Tour u. a. durch Europa kam es zum Bruch mit Schlagzeuger Steve Bowman, der fortan von Ben Mize (* 2. Februar 1971) ersetzt wurde.
Am 8. Oktober 1996 erschien das zweite, von Gil Norton produzierte Album Recovering the Satellites.
Von Juli bis November 1997 tourten die Counting Crows durch die USA. Die letzte Show am 6. November im New Yorker Hammerstein Ballroom wurde für MTVs Live at the Ten Spot aufgezeichnet. Bereits vorher, am 12. August, nahm die Band in den New Yorker Chelsea Studios die VH-1 Storytellers auf. Zusammen erschienen die beiden Liveaufnahmen auf Across A Wire / Live in New York City am 14. Juli 1998.
Die Arbeit am dritten Studioalbum begann im August 1998. Auch This Desert Life wurde in einem Haus in den Hollywood Hills aufgenommen und erschien am 2. November 1999. Der Song Colorblind erschien außerdem auf dem Soundtrack des Films Eiskalte Engel.
Nach erneuten ausgedehnte Touren durch die USA im Sommer 1999 und 2000 sowie zwei Europatouren im Herbst 1999 und Frühjahr 2000, pausierten die Counting Crows 2001. Anschließend nahmen sie die Arbeit an ihrem vierten Studioalbum auf, das am 9. Juli 2002 unter dem Titel Hard Candy erschien. Unter anderem wurde darauf der Song Big Yellow Taxi von Joni Mitchell neu interpretiert.
Dieser Song ist allerdings ein sogenannter Hidden Track und auf dem Back-Cover nicht zu lesen. Der Song erschien mit Vanessa Carlton als Backgroundsängerin auch auf dem Soundtrack des Films Ein Chef zum Verlieben mit Sandra Bullock und Hugh Grant.
Im November 2003 erschien das Album Best of… Films About Ghosts. Außerdem tourten die Counting Crows 2003 u. a. zusammen mit John Mayer, Maroon 5 und der Graham Colton Band.
Im Sommer 2004 schrieben Counting Crows den Song Accidentally in Love für den Soundtrack des Films Shrek 2, der für einen Oscar, einen Grammy und bei den Golden Globes nominiert wurde.
Im März 2008 erschien das Album Saturday Nights and Sunday Mornings. Dieses Album, das musikalisch in zwei Teile aufgeteilt ist, bietet im ersten Teil härtere und rockige Titel und auf Teil zwei eher melancholische und auch recht folkige Songs. Erste Singleauskopplung aus dem Album war der Track You Can’t Count On Me.
Im August 2014 erschien das Album Somewhere under Wonderland, auf dem neun neue Songs enthalten sind. Im November folgte eine Europatour, bei der die Band u. a. in Amsterdam, Brüssel, und an mehreren Standorten in Großbritannien Konzerte gab. Bei dieser Tour spielten die Counting Crows auch seit über zehn Jahren in Deutschland insgesamt drei Konzerte in München, Köln und Berlin.

## Diskografie

### Studioalben
| Jahr | Titel Musiklabel                                                           | Höchstplatzierung, Gesamtwochen, AuszeichnungChartplatzierungen (Jahr, Titel, Musiklabel, Platzierungen, Wochen, Auszeichnungen, Anmerkungen) | Höchstplatzierung, Gesamtwochen, AuszeichnungChartplatzierungen (Jahr, Titel, Musiklabel, Platzierungen, Wochen, Auszeichnungen, Anmerkungen) | Höchstplatzierung, Gesamtwochen, AuszeichnungChartplatzierungen (Jahr, Titel, Musiklabel, Platzierungen, Wochen, Auszeichnungen, Anmerkungen) | Höchstplatzierung, Gesamtwochen, AuszeichnungChartplatzierungen (Jahr, Titel, Musiklabel, Platzierungen, Wochen, Auszeichnungen, Anmerkungen) | Höchstplatzierung, Gesamtwochen, AuszeichnungChartplatzierungen (Jahr, Titel, Musiklabel, Platzierungen, Wochen, Auszeichnungen, Anmerkungen) | Anmerkungen                              |
| Jahr | Titel Musiklabel                                                           | DE | AT | CH | UK | US | Anmerkungen                              |
| ---- | -------------------------------------------------------------------------- | --- | --- | --- | --- | --- | ---------------------------------------- |
| 1993 | August and Everything After DGC Records                                    | DE56 (16 Wo.)DE | AT24 (14 Wo.)AT | — | UK16 Platin · (51 Wo.)UK | US4 ×7Siebenfachplatin · (93 Wo.)US | Erstveröffentlichung: 14. September 1993 |
| 1996 | Recovering the Satellites Geffen Records / Universal Music                 | DE40 (6 Wo.)DE | — | CH22 (5 Wo.)CH | UK4 Gold · (12 Wo.)UK | US1 ×2Doppelplatin · (50 Wo.)US | Erstveröffentlichung: 14. Oktober 1996   |
| 1999 | This Desert Life Geffen Records                                            | DE36 (3 Wo.)DE | — | — | UK19 Gold · (3 Wo.)UK | US8 Platin · (23 Wo.)US | Erstveröffentlichung: 1. November 1999   |
| 2002 | Hard Candy Geffen Records / Interscope Records                             | DE28 (7 Wo.)DE | AT42 (3 Wo.)AT | CH39 (8 Wo.)CH | UK9 Gold · (11 Wo.)UK | US5 Gold · (34 Wo.)US | Erstveröffentlichung: 8. Juli 2002       |
| 2008 | Saturday Nights & Sunday Mornings Geffen Records                           | DE57 (1 Wo.)DE | — | CH57 (2 Wo.)CH | UK12 (4 Wo.)UK | US3 (16 Wo.)US | Erstveröffentlichung: 24. März 2008      |
| 2012 | Underwater Sunshine (Or What We Did On Our Summer Vacation) Counting Crows | — | — | CH77 (1 Wo.)CH | UK23 (2 Wo.)UK | US11 (6 Wo.)US | Erstveröffentlichung: 10. April 2012     |
| 2014 | Somewhere Under Wonderland Counting Crows / Capitol Records                | DE56 (1 Wo.)DE | — | CH36 (1 Wo.)CH | UK15 (5 Wo.)UK | US6 (6 Wo.)US | Erstveröffentlichung: 2. September 2014  |
| 2025 | Butter Miracle – The Complete Sweets! Counting Crows / BMG/Universal       | — | — | CH90 (1 Wo.)CH | UK81 (1 Wo.)UK | — | Erstveröffentlichung: 9. Mai 2025        |

### Livealben
| Jahr | Titel Musiklabel                                              | Höchstplatzierung, Gesamtwochen, AuszeichnungChartplatzierungen (Jahr, Titel, Musiklabel, Platzierungen, Wochen, Auszeichnungen, Anmerkungen) | Höchstplatzierung, Gesamtwochen, AuszeichnungChartplatzierungen (Jahr, Titel, Musiklabel, Platzierungen, Wochen, Auszeichnungen, Anmerkungen) | Höchstplatzierung, Gesamtwochen, AuszeichnungChartplatzierungen (Jahr, Titel, Musiklabel, Platzierungen, Wochen, Auszeichnungen, Anmerkungen) | Anmerkungen                           |
| Jahr | Titel Musiklabel                                              | DE | UK | US | Anmerkungen                           |
| ---- | ------------------------------------------------------------- | --- | --- | --- | ------------------------------------- |
| 1998 | Across a Wire: Live in New York City Geffen Records           | DE74 (1 Wo.)DE | UK27 Silber · (5 Wo.)UK | US19 Platin · (9 Wo.)US | Erstveröffentlichung: 13. Juli 1998   |
| 2006 | New Amsterdam: Live at Heineken Music Hall Geffen Records     | — | — | US52 (3 Wo.)US | Erstveröffentlichung: 19. Juni 2006   |
| 2008 | iTunes Live from SoHo Geffen Records                          | — | — | US66 (1 Wo.)US | Erstveröffentlichung: 22. Juli 2008   |
| 2011 | August and Everything After: Live at Town Hall Counting Crows | — | — | US73 (1 Wo.)US | Erstveröffentlichung: 29. August 2011 |

Weitere Livealben
- 2012: Live in New York City 1997
- 2013: Echoes of the Outlaw Roadshow

### Kompilationen
| Jahr | Titel Musiklabel                                  | Höchstplatzierung, Gesamtwochen, AuszeichnungChartplatzierungen (Jahr, Titel, Musiklabel, Platzierungen, Wochen, Auszeichnungen, Anmerkungen) | Höchstplatzierung, Gesamtwochen, AuszeichnungChartplatzierungen (Jahr, Titel, Musiklabel, Platzierungen, Wochen, Auszeichnungen, Anmerkungen) | Anmerkungen                             |
| Jahr | Titel Musiklabel                                  | UK | US | Anmerkungen                             |
| ---- | ------------------------------------------------- | --- | --- | --------------------------------------- |
| 2003 | Films About Ghosts: The Best Of... Geffen Records | UK15 Gold · (6 Wo.)UK | US32 Gold · (31 Wo.)US | Erstveröffentlichung: 25. November 2003 |

### Singles
| Jahr | Titel Album                                      | Höchstplatzierung, Gesamtwochen, AuszeichnungChartplatzierungen (Jahr, Titel, Album, Platzierungen, Wochen, Auszeichnungen, Anmerkungen) | Höchstplatzierung, Gesamtwochen, AuszeichnungChartplatzierungen (Jahr, Titel, Album, Platzierungen, Wochen, Auszeichnungen, Anmerkungen) | Höchstplatzierung, Gesamtwochen, AuszeichnungChartplatzierungen (Jahr, Titel, Album, Platzierungen, Wochen, Auszeichnungen, Anmerkungen) | Höchstplatzierung, Gesamtwochen, AuszeichnungChartplatzierungen (Jahr, Titel, Album, Platzierungen, Wochen, Auszeichnungen, Anmerkungen) | Höchstplatzierung, Gesamtwochen, AuszeichnungChartplatzierungen (Jahr, Titel, Album, Platzierungen, Wochen, Auszeichnungen, Anmerkungen) | Anmerkungen                                                   |
| Jahr | Titel Album                                      | DE | AT | CH | UK | US | Anmerkungen                                                   |
| ---- | ------------------------------------------------ | --- | --- | --- | --- | --- | ------------------------------------------------------------- |
| 1993 | Mr. Jones August and Everything After            | — | AT27 (2 Wo.)AT | — | UK28 Platin · (4 Wo.)UK | — | Erstveröffentlichung: 1. Dezember 1993                        |
| 1994 | Round Here August and Everything After           | — | — | — | UK70 (2 Wo.)UK | — | Erstveröffentlichung: 20. Juni 1994                           |
| 1994 | Rain King August and Everything After            | DE94 (4 Wo.)DE | — | — | UK49 (3 Wo.)UK | — | Erstveröffentlichung: 3. Oktober 1994                         |
| 1996 | Angels of the Silences Recovering the Satellites | — | — | — | UK41 (2 Wo.)UK | — | Erstveröffentlichung: 24. September 1996                      |
| 1996 | A Long December Recovering the Satellites        | — | — | — | UK62 (4 Wo.)UK | — | Erstveröffentlichung: 2. Dezember 1996                        |
| 1997 | Daylight Fading Recovering the Satellites        | — | — | — | UK54 (2 Wo.)UK | — | Erstveröffentlichung: 19. Mai 1997                            |
| 1999 | Hanginaround This Desert Life                    | — | — | — | UK46 (3 Wo.)UK | US28 (20 Wo.)US | Erstveröffentlichung: 18. Oktober 1999                        |
| 2002 | American Girls Hard Candy                        | — | — | CH93 (1 Wo.)CH | UK33 (2 Wo.)UK | — | Erstveröffentlichung: 13. Mai 2002                            |
| 2002 | Big Yellow Taxi Hard Candy                       | DE67 (9 Wo.)DE | AT40 (10 Wo.)AT | CH63 (5 Wo.)CH | UK16 Silber · (10 Wo.)UK | US42 Gold · (20 Wo.)US | Erstveröffentlichung: 11. November 2002 feat. Vanessa Carlton |
| 2003 | If I Could Give All My Love Hard Candy           | — | — | — | UK50 (2 Wo.)UK | — | Erstveröffentlichung: Juni 2003                               |
| 2004 | Accidentally in Love Shrek 2 (O.S.T)             | DE86 (4 Wo.)DE | AT59 (2 Wo.)AT | — | UK28 Platin · (5 Wo.)UK | US39 Gold · (20 Wo.)US | Erstveröffentlichung: 3. Mai 2004                             |

Weitere Singles
- 1995: A Murder Of One
- 1999: Colourblind
- 2000: Mrs. Potter's Lullaby
- 2000: All My Friends
- 2002: Miami
- 2003: She Don't Want Nobody Near
- 2004: Holiday In Spain
- 2008: 1492
- 2008: You Can't Count on Me
- 2008: Come Around
- 2008: When I Dream of Michelangelo
- 2012: Untitled (Love Song)

## Auszeichnungen für Musikverkäufe
| Goldene Schallplatte - Australien - 1996: für das Album Recovering the Satellites - 2003: für das Album Hard Candy - Brasilien - 2024: für die Single Mr. Jones - Dänemark - 2020: für die Single Mr. Jones - Italien - 2018: für die Single Mr. Jones - Neuseeland - 1997: für das Album Recovering the Satellites - 2003: für das Album Hard Candy - Spanien - 1994: für das Album August and Everything After - 2024: für die Single Accidentally in Love | Platin-Schallplatte - Australien - 1995: für das Album August and Everything After - 2003: für die Single Big Yellow Taxi - Kanada - 2001: für das Album This Desert Life - Niederlande - 2004: für das Album Films About Ghosts: The Best Of... - 2004: für die Single Holiday In Spain - Spanien - 2024: für die Single Mr. Jones 2× Platin-Schallplatte - Kanada - 1997: für das Album Recovering the Satellites - Neuseeland - 2024: für die Single Big Yellow Taxi 4× Platin-Schallplatte - Neuseeland - 1995: für das Album August and Everything After 5× Platin-Schallplatte - Neuseeland - 2025: für die Single Mr. Jones 7× Platin-Schallplatte - Kanada - 1995: für das Album August and Everything After |

Anmerkung: Auszeichnungen in Ländern aus den Charttabellen bzw. Chartboxen sind in ebendiesen zu finden.
| Land/RegionAuszeichnungen für Musikverkäufe (Land/Region, Auszeichnungen, Verkäufe, Quellen) | Silber     | Gold       | Platin       | Verkäufe   | Quellen                       |
| -------------------------------------------------------------------------------------------- | ---------- | ---------- | ------------ | ---------- | ----------------------------- |
| Australien (ARIA)                                                                            | —          | 2× Gold2   | 2× Platin2   | 210.000    | aria.com.au                   |
| Brasilien (PMB)                                                                              | —          | Gold1      | —            | 30.000     | pro-musicabr.org.br           |
| Dänemark (IFPI)                                                                              | —          | Gold1      | —            | 45.000     | ifpi.dk                       |
| Italien (FIMI)                                                                               | —          | Gold1      | —            | 25.000     | fimi.it                       |
| Kanada (MC)                                                                                  | —          | —          | 10× Platin10 | 1.000.000  | musiccanada.com               |
| Neuseeland (RMNZ)                                                                            | —          | 2× Gold2   | 11× Platin11 | 285.000    | aotearoamusiccharts.co.nz NZ2 |
| Niederlande (NVPI)                                                                           | —          | —          | 2× Platin2   | 140.000    | nvpi.nl                       |
| Spanien (Promusicae)                                                                         | —          | 2× Gold2   | Platin1      | 140.000    | elportaldemusica.es           |
| Vereinigte Staaten (RIAA)                                                                    | —          | 4× Gold4   | 11× Platin11 | 13.000.000 | riaa.com                      |
| Vereinigtes Königreich (BPI)                                                                 | 2× Silber2 | 4× Gold4   | 3× Platin3   | 2.160.000  | bpi.co.uk                     |
| Insgesamt                                                                                    | 2× Silber2 | 17× Gold17 | 40× Platin40 |            |                               |